# Mangoulé
 (juillet 2022).
Si vous disposez d'ouvrages ou d'articles de référence ou si vous connaissez des sites web de qualité traitant du thème abordé ici, merci de compléter l'article en donnant les références utiles à sa vérifiabilité et en les liant à la section « Notes et références ».
Mangoulé est une commune du Cameroun située dans la région du Littoral au département de Nkam. L'accès à cette ville est rendu difficile par le très mauvais état des routes mais c’est en train de s’améliorer à partir du Point kilométrique numéro 21 à partir du port de Douala.
| Tonde      |          | Bonepoupa III |
| Massoumbou | Mangoulé | Bonepoupa II  |
|            |          | Bonepoupa I   |